# 이재홍 (법조인)
이재홍(李在洪, 1956년 ~)은 제11대 서울행정법원 등에서 법원장을 역임한 법조인이다. 

## 생애
1956년 충청북도 충주시에서 태어난 이재홍은 경기고등학교와 서울대학교 법학과를 졸업하고 1978년 제19회 사법시험에 합격했다.
1983년 서울민사지방법원 판사에 임용되어 1985년 서울형사지방법원, 1987년 춘천지방법원, 1989년 춘천지방법원 강릉지원, 1990년 서울고등법원에서 판사를 했다. 1994년 2월에 춘천지방법원 강릉지원 부장판사에 임명된 이후 수원지방법원, 1998년 9월에 서울지방법원 동부지원, 1999년 3월에 서울행정법원, 2001년 2월에 대전고등법원, 2003년 2월에 서울고등법원 부장판사에 임명되었으며 2003년 2월에는 서울고등법원 수석부장판사가 되었다.
1998년 2월에 법원장으로 승진하여 청주지방법원, 수원지방법원, 서울행정법원에서 법원장을 역임하다가 2010년 2월에 퇴직하여 김&장 법률사무소 변호사를 하였다.
청주지방법원장으로 재직하던 2008년 11월 19일에에 청주대학교에서 '청년의 인생관과 진로'란 주제로 특별 강연을 했다.

## 경력
- 1990년 법원행정처 사법정책연구심의관
- 1993년 10월 ~ 1994년 2월 법원행정처 사법정책연구심의관
- 1996년 3월 ~ 1997년 2월 춘천지방법원 강릉지원 지원장
- 1997년 3월 법원행정처 인사관리심의관
- 1998년 2월 법원행정처 인사관리심의관
- 2008년 2월 ~ 2009년 2월 청주지방법원 법원장
- 2009년 2월 ~ 2010년 2월 수원지방법원 법원장
- 2010년 2월 ~ 2011년 2월 서울행정법원 법원장
- 2011년 3월 김&장 법률사무소 변호사

## 주요 판결
- 서울행정법원  행정13부 재판장으로 재직하던 1999년 10월 5일에 심재륜이 법무부를 상대로 제기한 면직처분 취소 청구 소송에서 "검찰총장의 승인없이 근무지를 이탈했고 검찰 수뇌부를 비방하는 기자회견을 하여 검사로서의 체면과 위신을 손상하게 한 점은 인정되나 그 경위나 검사로서의 공적 등에 비춰 면직 처분은 지나치게 무거운 징계"라고 하면서도 "자신의 후배인 검찰총장의 명령을 받아야 하는 등 검찰 조직의 안정에 장애가 되고 복직할 자리가 없는 점 감안할 때 면직 처분을 취소하는 것은 공공복리에 적합하지 않다"며 원고의 청구를 기각했다.[2] 2000년 2월 18일에 태아의 성별을 산모에게 알려줬다가 3개월 의사면허자격 정지처분을 받은 산부인과 의사 주모씨가 보건복지부를 상대로 제기한 소송에서 "정상적인 진료행위중 알게 된 태아의 성별을 아무런 대가도 받지 않고 알려준 것은 태아가 산모들이 원하는대로 아들인데다 임신 30주가 넘어 사실상 낙태가 불가능한 점 등을 고려해 산모들의 심리적 불안감을 해소해주기 위한 것으로 보인다"며 원고 승소 판결을 했다.[3]
- 서울고등법원 민사10부 재판장으로 재직하던 2003년 12월 15일에 동부화재를 상대로 낸 손해배상 청구소송에서 "간병비 5억여원까지 포함해 8억2천여만원을 지급하라"며 원고 일부 승소판결했다.[4]